# Pygmodeon buscki
Pygmodeon buscki là một loài bọ cánh cứng trong họ Cerambycidae.